# Onohara Kazuya
Onohara Kazuya (sinh ngày 19 tháng 4 năm 1996) là một cầu thủ bóng đá người Nhật Bản.

## Sự nghiệp câu lạc bộ
Onohara Kazuya hiện đang chơi cho Renofa Yamaguchi FC.